# Egil (Vorname)
Egil ist ein besonders in Norwegen vorkommender skandinavischer männlicher Vorname, abgeleitet von dem altnordischen Namen Egill, einer Verkleinerungsform von Namen, die mit den Elementen egg (Schwertschneide) oder agi (Disziplin, Ehrfurcht) begannen. Die isländische Form des Namens ist Egill.

## Namensträger

### Historische Figuren
- Egil, Bogenschütze aus dem Sagenkreis um Dietrich von Bern
- Egill Skallagrímsson, isländischer Skalde, Häuptling und Wikinger im 10. Jahrhundert

### Vorname
- Per Egil Ahlsen (* 1958), norwegischer Fußballspieler
- Egil á Bø (* 1974), färöischer Fußballspieler
- Egil Danielsen (1933–2019), norwegischer Leichtathlet
- Egil Gjelland (* 1973), norwegischer Biathlet
- Egil Grønn (* 1973), norwegischer Skispringer
- Egil Hovland (1924–2013), norwegischer Komponist
- Egil Johansen (1934–1998), norwegischer Jazz-Schlagzeuger, Komponist, Arrangeur und Musikpädagoge
- Egil Johansen (* 1954), norwegischer Orientierungsläufer
- Egil Borgen Johansen (1934–1993), norwegischer Bogenschütze
- Egil Kapstad (1940–2017), norwegischer Jazzpianist und Komponist
- Egils Levits (* 1955), lettischer Politiker und Jurist
- Egil Olsen (* 1942), norwegischer Fußballtrainer
- Jan Egil Storholt (* 1949), norwegischer Eisschnellläufer
- Egil Woxholt (1926–1991), britisch-norwegischer Kameramann
- Egil A. Wyller (1925–2021), norwegischer Philosoph und Hochschullehrer für antike Geistesgeschichte